# Psyrassa chemsaki
Psyrassa chemsaki là một loài bọ cánh cứng trong họ Cerambycidae.